# Annika Belshaw
Annika Belshaw (* 13. Juni 2002 in Steamboat Springs) ist eine US-amerikanische Skispringerin.

## Werdegang
Belshaw, die für den Steamboat Springs Winter Sports Club startet, stand im Alter von zwei Jahren erstmals auf Skiern. Als Neunjährige begann sie, inspiriert von ihrem jüngeren Bruder, mit dem Skispringen. In ihrer Jugend trainierte sie auch in der Nordischen Kombination, entschied sich aber letztlich für den Spezialsprunglauf. Belshaw belegte bei ihrem internationalen Debüt beim FIS-Cup-Wettbewerb am 16. September 2017 im Schweizer Kandersteg den 28. Platz. Auch zum Winterauftakt Anfang Dezember stellte sie sich in Vancouver im FIS Cup der Konkurrenz und erreichte dabei als Fünfte und Achte an beiden Wettkampftagen die besten Zehn. Eine Woche später debütierte sie im norwegischen Notodden im Continental Cup, dem Unterbau zum Weltcup. Belshaw sprang auf die Ränge elf und 13 und war damit beides Mal die beste US-Amerikanerin. Am letzten Januarwochenende 2018 war sie in Ljubno erstmals Teil des US-amerikanischen Weltcup-Teams. Belshaw konnte sich für den Wettbewerb qualifizieren und belegte bei ihrem Debüt den 39. Platz. Bei den Nordischen Junioren-Skiweltmeisterschaften in Kandersteg erreichte sie Rang 27 im Einzel und wurde darüber hinaus Elfte im Team sowie gemeinsam mit Logan Sankey, Andrew Urlaub und Casey Larson Zehnte im Mixed-Team. Zum Saisonabschluss Ende März versuchte sie sich in Oberstdorf erneut im Weltcup, verpasste aber erneut deutlich die Punkteränge. Im Sommer 2018 wurde Belshaw Dritte beim FIS-Carpath-Cup im rumänischen Râșnov. Mitte Dezember nahm sie erneut am Auftaktwochenende des Continental Cups in Notodden teil, wo sie mit den Rängen elf und zwölf ähnlich wie im Vorjahr abschnitt. Im Januar 2019 nahm Belshaw erneut an den Nordischen Junioren-Skiweltmeisterschaften teil, die in diesem Jahr in Lahti stattfanden. Im Einzel sprang sie auf den 37. Platz, ehe sie im Team erneut Elfte sowie im Mixed-Team Zwölfte wurde.

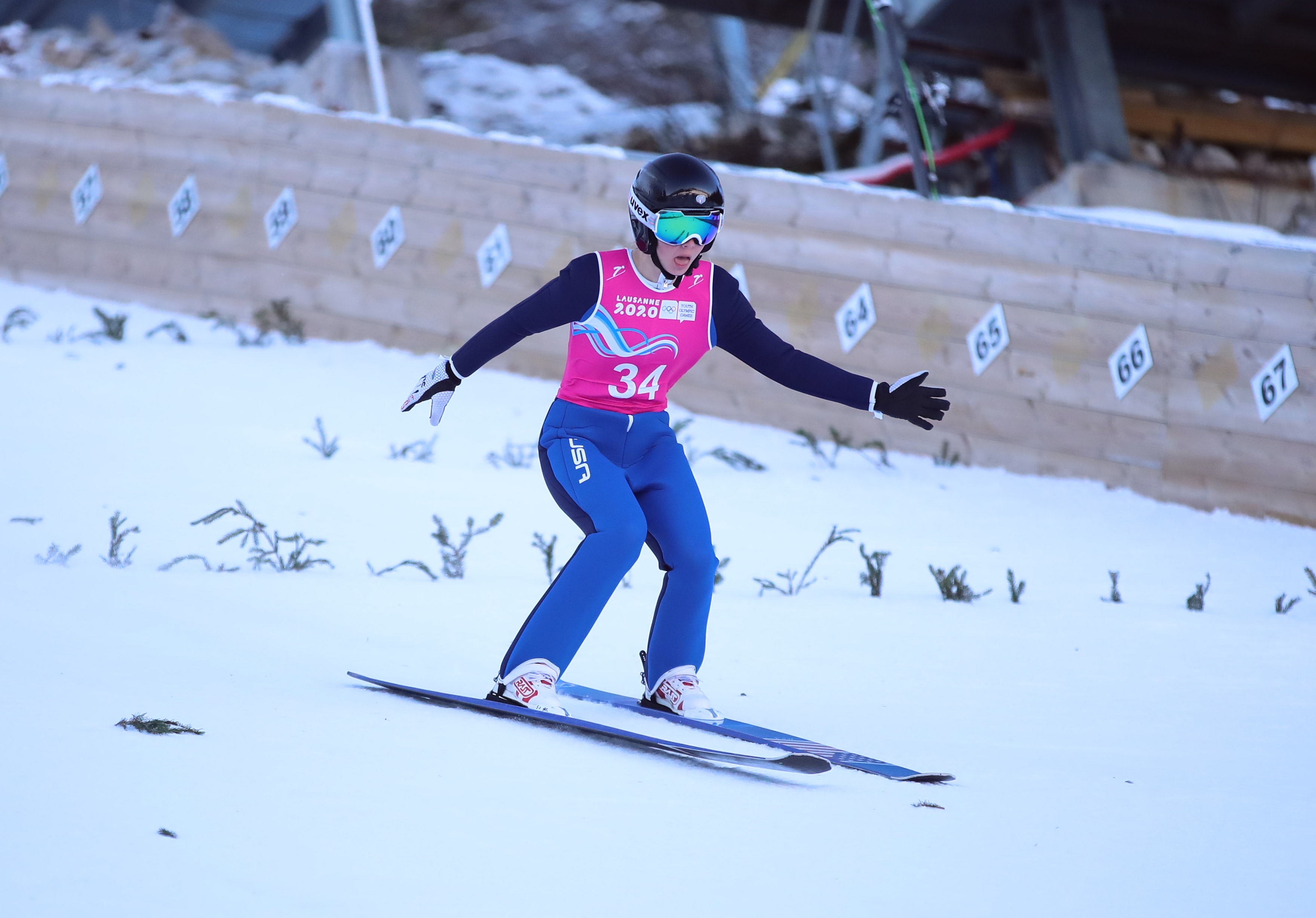
Belshaw bei den Olympischen Jugend-Winterspielen 2020

Zum Auftakt in den Sommer 2019 nahm Belshaw in Szczyrk noch Ränge außerhalb der Punkte im Continental Cup ein, doch sprang sie bei weiteren drei Wettbewerben der Wettkampfserie in die Top 30. Im Gegensatz dazu startete sie mit einem 40. Platz bei den Continental-Cup-Springen in Notodden in die Winter-Saison, ehe sie tags darauf einen Punkt gewinnen konnte. Auch am darauffolgenden Wochenende im FIS Cup gelang ihr nur knapp der Sprung in die Punkteränge. Mitte Januar 2020 nahm sie an den Olympischen Jugend-Winterspielen 2020 in Lausanne teil, wo sie von der Normalschanze Les Tuffes den 21. Platz belegte. Darüber hinaus erreichte sie im Nordic-Mixed-Team den sechsten Platz. Nach sie im Februar in Ljubno erstmals an einem Teamspringen im Weltcup teilnahm, trat sie Anfang März bei den Nordischen Junioren-Skiweltmeisterschaften 2020 in Oberwiesenthal an. Im Einzel kam sie nach einem Sprung auf 65,5 Meter auf den 52. Platz, ihr schlechtestes Ergebnis bei Junioren-Weltmeisterschaften. Darüber hinaus belegte sie gemeinsam mit Cara Larson, Jillian Highfill und Paige Jones wie in den Vorjahren den letzten Platz im Teamspringen.
In der Saison 2020/21 ging Belshaw häufiger bei Weltcup-Wettbewerben an den Start, jedoch scheiterte sie entweder an der Qualifikation oder verpasste die besten 30. Im Februar nahm sie zum vierten Mal an Nordischen Junioren-Skiweltmeisterschaften teil, die aufgrund einer Verlegung erneut in Lahti ausgetragen wurden. Belshaw sprang im Einzel auf den 20. Platz und erzielte so ihr bestes Ergebnis in diesem Wettkampfformat. Darüber hinaus wurde sie im Team Neunte. Wenige Wochen später war Belshaw Teil der US-amerikanischen Delegation bei den Nordischen Skiweltmeisterschaften 2021 in Oberstdorf, wo sie bei allen vier Wettbewerben zum Einsatz kam. So belegte sie von der Normalschanze zunächst den 37. Platz, ehe sie gemeinsam mit Logan Sankey, Anna Hoffmann und Paige Jones Zehnte im Team wurde sowie zusammen mit Paige Jones, Casey Larson und Decker Dean den letzten und zwölften Rang im Mixed-Team erreichte. Zum Abschluss der Weltmeisterschaften verpasste Belshaw als 41. die Qualifikation für die erstmals ausgetragene Medaillenentscheidung der Frauen von der Großschanze. Bei der Blue Bird Tour 2021 konnte sie weiterhin keine Punktgewinne erzielen. Die Saison schloss sie auf dem neunten Rang beim Teamspringen in Tschaikowski ab.
Bei den US-amerikanischen Meisterschaften im Skispringen 2021 in Park City gewann Belshaw sowohl von der Normal- als auch von der Großschanze den Meistertitel. Am 17. Dezember 2021 erreichte sie mit Rang fünf im norwegischen Notodden erstmals eine Top-Ten-Platzierung im Continental Cup. Bei den Nordischen Junioren-Skiweltmeisterschaften 2022 im polnischen Zakopane erreichte Belshaw im Einzelspringen von der Normalschanze den 27. Rang. Mit der US-amerikanischen Juniorinnenstaffel wurde sie Sechste, während sie mit dem Mixed-Team Zehnte wurde.
Bei den US-amerikanischen Landesmeisterschaften in Lake Placid gewann sie 2022 sowohl auf der Normal- wie auch auf der Großschanze Gold.

## Privates
Belshaw ist die ältere Schwester des Skispringers Erik Belshaw. Sie besuchte die Steamboat Springs High School. In ihrer Freizeit betreibt sie den Wassersport Logrolling. Um ihre Nervosität vor dem Sprung ablegen zu können, arbeitete sie vor den Olympischen Jugend-Winterspielen 2020 mit einer Sportpsychologin.

## Erfolge

### Continental-Cup-Siege im Einzel
| Nr. | Datum         | Ort         | Typ           |
| --- | ------------- | ----------- | ------------- |
| 5.  | 25. März 2022 | Lake Placid | Normalschanze |

## Statistik

### Weltcup-Platzierungen
| Saison  | Platz | Punkte |
| ------- | ----- | ------ |
| 2022/23 | 40.   | 060    |
| 2023/24 | 40.   | 027    |
| 2024/25 | 29.   | 108    |

### Continental-Cup-Platzierungen
| Saison  | Sommer | Sommer | Winter | Winter | Gesamt | Gesamt |
| Saison  | Platz  | Punkte | Platz  | Punkte | Platz  | Punkte |
| ------- | ------ | ------ | ------ | ------ | ------ | ------ |
| 2017/18 | —      | —      | 31.    | 44     | 45.    | 44     |
| 2018/19 | —      | —      | 27.    | 47     | 35.    | 47     |
| 2019/20 | 66.    | 15     | 56.    | 06     | 83.    | 21     |
| 2021/22 | 22.    | 64     |        |        | 04.    | 426    |
| 2022/23 | 05.    | 188    | 12.    | 160    | 05.    | 348    |

## Auszeichnungen
- 2017: Dorothy Graves Award[9]
- 2018: Dorothy Graves Award[9]
- 2020: USA Nordics Junioren-Sportlerin des Jahres[10]